# Dianne Houston
Dianne Houston (* 22. Juli 1954 in Washington, D.C., District of Columbia) ist eine US-amerikanische Filmproduzentin, Drehbuchautorin und Filmregisseurin, die 1996 als bis dahin erste Afroamerikanerin für einen Oscar in der Kategorie „Bester Kurzfilm“ nominiert war.

## Biografie
Geboren wurde Dianne Houston als Tochter eines Armeepsychologen und einer Lehrerin in Washington D.C. Sie besuchte die Woodrow Wilson High School und war Schülerin der Workshops for Careers in the Arts auf dem Campus der George Washington University. Im Alter von 16 Jahren verließ Houston Washington D.C., um in einem experimentellen Theater in New York City zu arbeiten. Ihr Plan war es, Schauspielerin zu werden. Sie kam während dieses Studiums unter anderem mit Theatergrößen wie Elisabeth Swados, Joseph Papp, Joseph Chaikin, Peter Bach, Woody King junior und Ntozake Shange zusammen. Diese Zusammenarbeit bildete die Grundlage dafür, dass Houston sich später dem Metier Film und Fernsehen zuwandte. Um den Mangel an Rollen für schwarze Frauen auszugleichen, beschloss sie zudem, eigene Drehbücher zu schreiben. In dieser Zeit kehrte sie erst einmal nach Washington D.C. zurück, um ihren Abschluss in Bildender Kunst und in Theaterregie an der Howard University zu machen. Es zog sie dann jedoch zurück nach New York, wo sie unter anderem auch für die Straßenperformancetruppe CityKids ein regelmäßiges Repertoire erarbeitete und Regie führte.
Houstons erstes Stück, The Fishermen, inszenierte sie 1978 am Back Alley Theatre in Washington D.C. Das Stück wurde später auch in Richmond und in Fort Worth aufgeführt sowie in Atlanta. Nachdem Warner Bros. auf Houston aufmerksam geworden war, trat man an sie heran, um sie als Drehbuchautorin zu gewinnen. Für die von Oprah Winfrey produzierte Serie Brewster Place arbeitete Houston als Autorin und Leitende Redakteurin. 1992 erhielt Houston dann den Auftrag The International Sweethearts of Rhythm zu schreiben, ein Drehbuch über eine reine Frauen-Jazzband der 1940er-Jahre. Inspiriert war diese Idee von einem Artikel, den die Produzenten im Wall Street Journal über die Feministin und Jazzhistorikerin Rosetta Reitz gelesen hatten. Für den Science-Fiction-Kurzfilm Override, der auf der Kurzgeschichte Over the Long Haul von Martha Soukup basiert, schrieb Houston 1994 das Drehbuch. Danny Glover inszenierte den Film mit Emily Lloyd und Lou Diamond Phillips in den Hauptrollen.
Danny Glover führte Houston 1995 in das Chanticleer-Film-Programm ein. Sie war eine von vier Personen, die aus 1.000 Bewerbern ausgewählt worden waren an diesem Programm teilzunehmen. Sie leitete dort den Kurzfilm Tuesday Morning Ride, dessen Drehbuch sie nach der Kurzgeschichte A Summer Tragedy von Arna Bontemps verfasst hatte. Der Film handelt von einem älteren Ehepaar, das den Wert seines Lebens in Frage stellt. Für diese Arbeit wurde sie 1996 gemeinsam mit der Produzentin Joy Ryan für einen Oscar nominiert. Sie war die erste Afroamerikanerin, die für diese Auszeichnung in der Kategorie „Bester Kurzfilm (Live Action)“ eine Nominierung erhalten hatte. Der Oscar ging jedoch an Christine Lahti und Jana Sue Memel und den etwas anderen Liebesfilm Lieberman in Love. 
Houston war 2007 für das Drehbuch zu dem Tanzfilm Dance! Jeder Traum beginnt mit dem ersten Schritt für den Image Award nominiert. Hauptdarsteller Antonio Banderas spielte einen Tanzlehrer, der sich problematischer Jugendlicher annimmt. Für den Writers Guild of America Award war Houston 2017 mit dem Fernsehfilm Girl from Compton aus der Reihe Surviving Compton Dre, Suge, & Michel’le nominiert. Die Geschichten drehen sich um die R&B-Künstlerin Michel’le, die von Ende der 1980er- bis Ende der 1990er-Jahre aktiv war. Bei dem Fernsehfilm Michael Jackson: Searching for Neverland (2017) übernahm Houston die Regie. Für neun Folgen der ABC-Miniserie Empire schrieb sie das Drehbuch, übernahm bei vier Folgen die Regie und produzierte insgesamt 29 Folgen. Die dramatische Serie mit Musik handelt von einem Hip-Hop-Mogul, der unter seinen drei Söhnen einen potentiellen Nachfolger auswählen will.
Houston ist verheiratet und hat zwei Kinder; 1993 zog sie nach Los Angeles. Nach einer Krebsdiagnose 2005 legte sie eine siebenjährige Arbeitspause ein.

## Filmografie (Auswahl)
- 1992: You Must Remember This (Fernsehfilm; Produzentin)
- 1994: Override (Fernsehfilm; Drehbuch)
- 1995: Tuesday Morning Ride (Kurzfilm; Produzentin, Drehbuchautorin, Regisseurin)
- 1996: Olympische Träume – Die Gail Devers Story (Run for the Dream: The Gail Devers Story, Fernsehfilm; Drehbuch)
- 2000: City of Angels (Fernsehserie, Folge Cry Me a Liver; Drehbuch, Regie)
- 2002: The Education of Max Bickford (Fernsehserie, 13 Folgen; Produzentin)
- 2002: New York Cops – NYPD Blue (Fernsehserie, Folge Humpty Dumped; Regie)
- 2002: Presidio Med (Fernsehserie, Folge Good Question; Regie)
- 2002: Strong Medicine: Zwei Ärztinnen wie Feuer und Eis (Fernsehserie, Folge Blush; Regie)
- 2003: Soul Food (Fernsehserie, Folge Sacrifice Fly, Regie)
- 2004: Crossing Jordan – Pathologin mit Profil (Fernsehserie, Folge Justice Delayed, Regie)
- 2005: Das Spiel des Lebens (Knights of the South Bronx, Fernsehfilm; Drehbuch)
- 2006: Dance! Jeder Traum beginnt mit dem ersten Schritt (Take the Lead; Drehbuch)
- 2012: Single Ladies (Fernsehserie, Folgen Stormy Weather und All or Nothing; Regie)
- 2015: Runaway Island (Regie)
- 2016: Surviving Compton: Dre, Suge & Michel’le – Girl from Compton (Fernsehfilm; Drehbuch)
- 2017: When We Rise (Fernseh-Miniserie, Folge Night II: Parts II and III; Drehbuch)
- 2017: Michael Jackson: Searching for Neverland (Fernsehfilm; Regie)
- 2017–2020: Empire (Fernsehserie, 29 Folgen; Produzentin, bei 9 Folgen auch Drehbuchautorin und bei 4 Regie)

## Auszeichnungen
Academy Awards, USA 1996
- Oscarnominierung gemeinsam mit Joy Ryan für und mit dem Film  Tuesday Morning Ride

NAACP Image Awards 2007
- Nominierung für den Image Award für und mit dem komödiantischen Drama Dance! Jeder Traum beginnt mit dem ersten Schritt (Take the Lead)

Writers Guild of America Awards, USA 2017
- Nominierung für den WGA Award (TV) für und mit Girl from Compton